# Драгън
Вижте пояснителната страница за други значения на Дракон.
Драгън или Дракон (на английски: Dragon) e космически кораб на компанията SpaceX. Той може да превозва товари или товари и хора едновременно от и до ниска околоземна орбита. Конусът на носа на капсулата се отваря, а под него се намира стандартен механизъм за прикрепване към МКС, което позволява на Драгън да се скачва с американския сегмент на станцията.
Капсулата Драгън се изстрелва на борда на ракетата Фалкън-9. Първият полет на Драгън се състои на 8 декември 2010 година и завършва с успех. Капсулата е изстреляна тестово и след 3 часа и 20 минути каца успешно по план в Тихия океан. На 22 май 2012 година капсулата е изстреляна повторно и на 25 май се скачва със станцията, което прави Драгън първият частен космически кораб, скачил се с орбиталния комплекс. Първият изцяло операционен полет е осъществен на 8 октомври 2012 година, като два дена по-късно Драгън се скачва с МКС.

## Спецификации
- Може да лети в безпилотен и в пилотиран режим
- В пилотиран режим може да превозва до 7 пътници[3]
- В непилотиран режим може да превозва до 2500 кг товар[4]
- Разполага с 18 двигателя „Драко“[5]
- PICA топлинен щит[6]

## Полети
| Мисия   | Дата на изстрелване | Бележки |
| ------- | ------------------- | --- |
| Демо 1  | 8 декември 2010     | Успех. Първи полет на Драгън. |
| Демо 2+ | 22 май 2012         | Успех. Първа мисия на Драгън до МКС. |
| КСУ-1   | 8 октомври 2012     | Успех. Първи напълно операционен полет. |
| КСУ-2   | 1 март 2013         | Успех. След отделяне от ракетата, три от четирите панела с ракетни двигатели отказват, но впоследствие проблемът е решен и Драгън се скачва успешно с космическата станция. |